# 中原八一
中原 八一（なかはら やいち、1959年（昭和34年）4月25日 - ）は、日本の政治家。新潟市長（第35・36代）。参議院議員（1期）、国土交通大臣政務官、新潟県議会議員（4期）などを歴任。

## 人物
1959年4月に下越地方の西蒲原郡内野町（現：新潟市西区内野地区）に生まれる。新潟市立内野中学校（卒業：1975年3月）→新潟県立新潟西高等学校（卒業：1978年3月）を経て、明治大学政治経済学部を1984年に卒業する。
大学卒業後に農林水産大臣（当時）の近藤元次の秘書となる。翌1985年から1994年まで自民党本部の事務局に勤務し、1995年4月には新潟県議会議員選挙に立候補し当選を果たす。
1999年4月に2期目→2003年4月に3期目→2007年4月に4期目の議員生活を過ごした後、2010年7月11日に第22回参議院議員通常選挙に自民党公認候補として新潟県選挙区から出馬し初当選を果たす。2013年9月30日 - 第2次安倍内閣で国土交通大臣政務官に就任（2014年9月に退任）し、2016年1月4日からは参議院北朝鮮による拉致問題等に関する特別委員長に就任する。
2016年7月10日の第24回参議院議員通常選挙では自民党公認候補として新潟県選挙区から出馬したものの、森裕子に敗れ、落選を経験。
2017年10月 - 第48回衆議院議員総選挙に比例北陸信越ブロックから自由民主党単独22位候補として出馬。投開票の結果、落選した。
2018年10月28日に執行された新潟市長選挙に自民党の支持を受け出馬し、98,975票を獲得して当選を果たした。これにより現職の篠田昭の任期が満了した後の同年11月18日付にて第35代（公選第19代）新潟市長に就任。
2022年10月23日執行の新潟市長選挙で再選。

## 統一教会との関係
共同通信によるアンケートによると、会合出席、祝電送付などの有無について、出席し、あいさつや講演をしたことがある  ▽・新潟世日クラブ青年メンバーとの意見交換(2021.3) ・郷土愛新潟希望の日フェスティバル（2021.11） ・新潟ＣＡＲＰ定例研究会（2021.11）と回答。

## 政策・主張
- 2020年4月1日、LGBTなど性的少数者のカップルが婚姻に相当する関係にあると認める「パートナーシップ宣誓制度」を導入した[7]。
- 2020年6月1日、新型コロナウイルス対策の財源に充てるため、自身と副市長を含む特別職の8月から12月までの月額給与を10％減額すると市議会に対して説明した。課長級以上の管理職については、管理職手当の20％を同期間減額する[8]。

## 不祥事
選挙違反事件
2010年の参院選において、中原への票の取りまとめを、飲食接待して知人に依頼したとして、公職選挙法違反（供応買収）容疑で、新潟県燕市議が逮捕された、としんぶん赤旗に報道された。
中国総領事館移転にからむ献金問題
新潟市の中国総領事館の移転・拡張問題に関し、2012年3月の参議院国土交通委員会で「中国側からしっかりその領事館建設の中身を聞いて、妥当であるというのであれば、地元の市や県にただ任せるだけではなくて、外務省がしっかりと仲介に立ってぜひ進めていただきたい。新潟県としては、中国領事館の建設に反対するものではない」と発言。その後2014年5月、総領事館の移転用地売買に関係する不動産会社から政治献金を受けていた事実が判明。献金を受けて不動産会社に便宜を図ったとも取れる発言であるが、中原は「便宜を図る意図はなかった」としている。
政治資金報告書不記載
2016年、自身の政治団体や党支部などとの間でやりとりされた寄付などの政治資金収支報告書への記載漏れが指摘された。3月14日、上脇博之らが新潟地方検察庁に対し、政治資金規正法に違反するとして告発状を提出、受理された。
主な被疑事実は以下の通りである。
1. 寄付金500万円の「出所不明」の被疑事実
2. 受領寄付50万円の「闇ガネ」支出の被疑事実
3. 受領寄付金計122万円の「闇ガネ」支出の被疑事実[11]

## 所属団体・議員連盟
- 神道政治連盟国会議員懇談会[12]
- みんなで靖国神社に参拝する国会議員の会[12]
- TPP交渉における国益を守り抜く会